# توماس بارازا
توماس بارازا (بالإسبانية: Tomas Barraza)‏ هو مبارز بالسيف تشيلي، ولد في 20 ديسمبر 1907 في كويلون في تشيلي، وتوفي في 21 مارس 1948.

## وصلات خارجية
- توماس بارازا على موقع أوليمبيديا (الإنجليزية)